# Høruphav
Høruphav (deutsch Höruphaff) ist eine Kleinstadt mit 2758 Einwohnern (Stand: 1. Januar 2025) in der Kirchspielgemeinde (dänisch "Sogn") Hørup Sogn in Nordschleswig im südlichen Dänemark.

## Geschichte
Bis 1970 gehörte sie zur Harde Als Sønder Herred im damaligen Sønderborg Amt, danach zur Sydals Kommune im damaligen Sønderjyllands Amt, deren Verwaltungssitz Høruphav war. Im Zuge der Kommunalreform zum 1. Januar 2007 ist diese in der „neuen“  Sønderborg Kommune in der Region Syddanmark aufgegangen.
Høruphav liegt am Nordufer der fast gleichnamigen Meeresbucht Hørup Hav, die über die Flensburger Außenförde mit der Kieler Bucht und damit mit der Ostsee verbunden ist. Der ehemalige Fischerort verfügt über einen relativ großen „Lystbådehavn“ (deutsch Yachthafen), einen Kro und das alte Hotel Baltic direkt am Hafen. Høruphav ist seit langem Ausflugs- und Urlaubsziel für die Sønderborger Bevölkerung.
Um den Ortskern herum liegen mehrere Ferienhaussiedlungen, so dass die Stadt fast mit dem Kirchdorf Hørup Kirke zusammengewachsen ist. Es finden sich im Ort zwei Supermärkte, eine Apotheke, ein Zahnarzt und verschiedene Einzelhandelsgeschäfte.
In Høruphav endet der 74 Kilometer lange Gendarmstien, ein ehemaliger Grenzkontrollpfad und heutiger Wanderweg, der größtenteils entlang der Flensburger Förde verläuft.

## Bilder

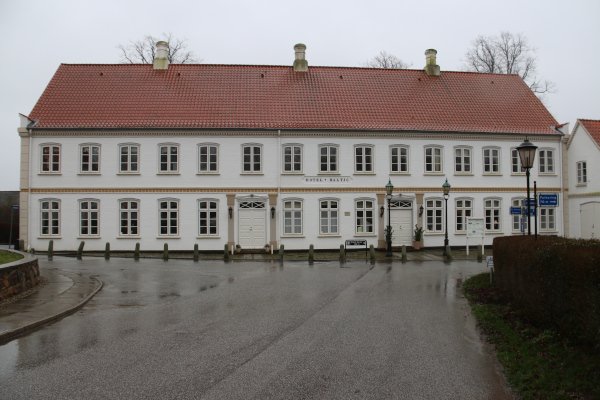
Høruphav Hotel Baltic
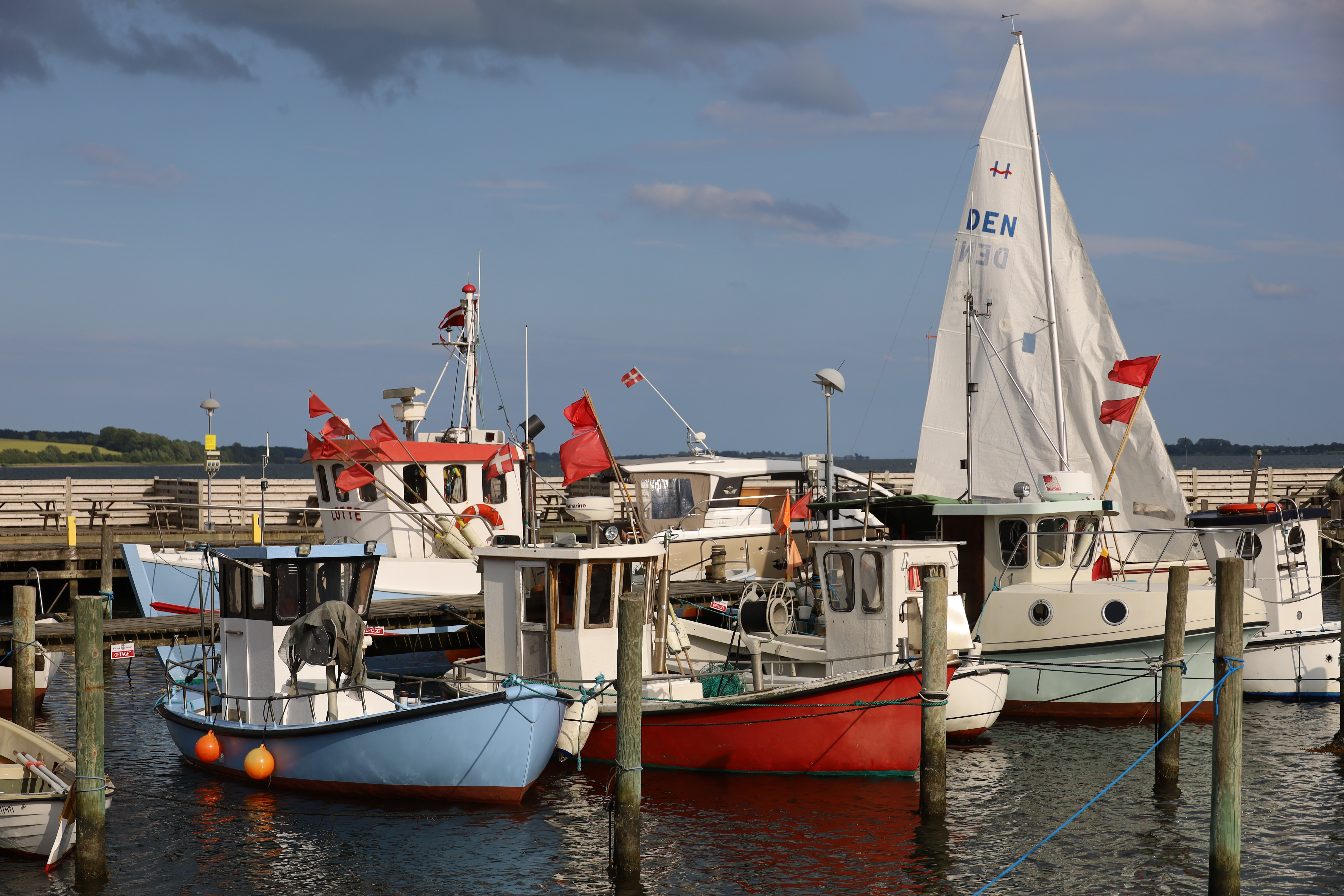
Høruphav Hafen
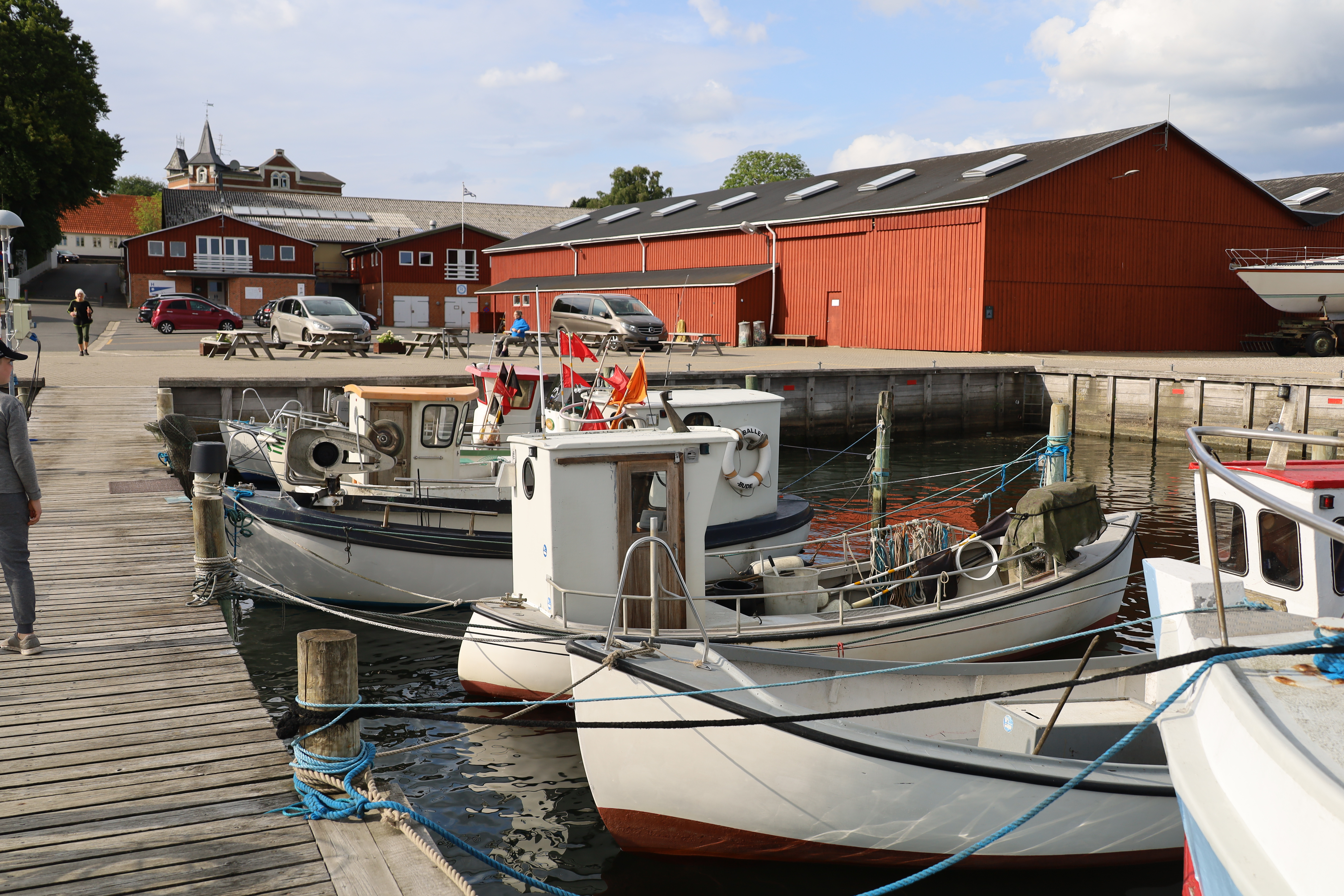
Høruphav Hafen
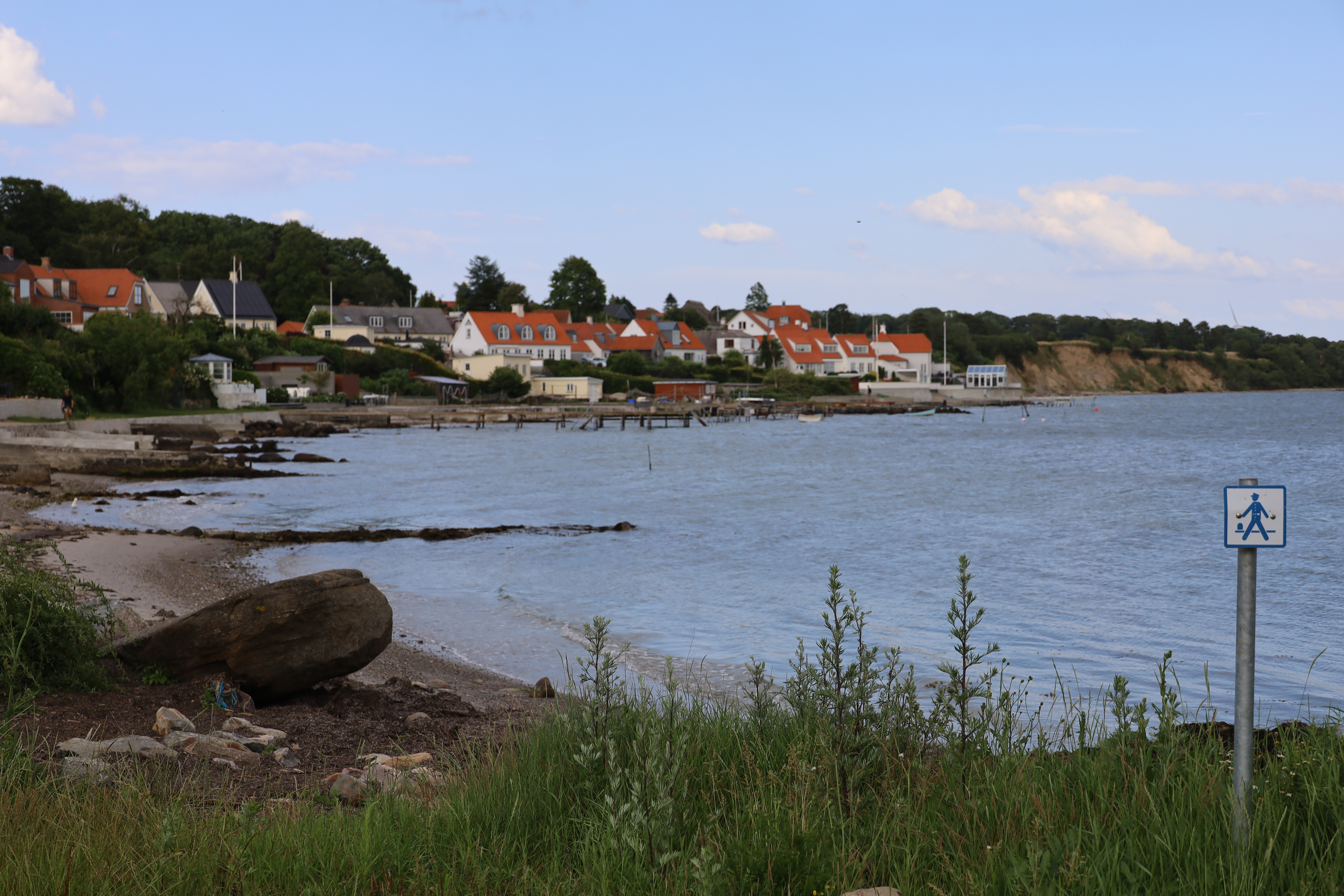
Høruphav